# Falkirk
Falkirk (gaelică scoțiană an Eaglais Bhreac) este un oraș și una dintre cele 32 subdiviziuni ale Scoției. Zona de consiliu este divizată în șase subdiviziuni, Falkirk, cu o populație de 32.379 fiind cea mai mare localitate.
1. ↑   https://ons.maps.arcgis.com/home/item.html?id=a79de233ad254a6d9f76298e666abb2b Lipsește sau este vid: |title= (ajutor)